# Liste der denkmalgeschützten Objekte in Mariánské Lázně
Grundlage dieser Liste der denkmalgeschützten Objekte in Mariánské Lázně ist die ÚSKP-Liste (Ústřední seznam kulturních památek České republiky, deutsch Zentrale Liste der Kulturdenkmäler der Tschechischen Republik), die von der tschechischen Denkmalschutzbehörde NPÚ (Národní památkový ústav, deutsch Nationale Denkmalbehörde) seit 1987 geführt wird und an die seit dem Jahr 1850 geschaffenen Listen anschließt.

## Mariánské Lázně(Marienbad)
Die Innenstadt von Marienbad wurde 1992 zur städtischen Denkmalzone erklärt.
| Lage                                                                           | Objekt                                                                        | Beschreibung | ÚSKP-Nr.                  | Bild                                                   |
| ------------------------------------------------------------------------------ | ----------------------------------------------------------------------------- | --- | ------------------------- | ------------------------------------------------------ |
| Mariánské Lázně, westlich der Landstraße von Prameny nach Marienbad (Standort) | Feste Kaiserruhe                                                              | Feste Kaiserruhe, archäologische Spuren | 26705/4-4283 Info Katalog | weitere Bilder                                         |
| Mariánské Lázně, Martínkův park (Standort)                                     | Waldquelle (Lesní pramen)                                                     | Pavillon der Waldquelle | 19345/4-4236 Info Katalog | weitere Bilder                                         |
| Mariánské Lázně, Třebízského 342/8 (Standort)                                  | Haus Westend (Lázeňský dům Westend)                                           | Haus Westend | 33033/4-4235 Info Katalog | Haus Westend (Lázeňský dům Westend)                    |
| Mariánské Lázně, Třebízského 118/9 (Standort)                                  | Haus Třebízský (Lázeňský dům Třebízský)                                       | Haus Třebízský | 17156/4-61 Info Katalog   | Haus Třebízský (Lázeňský dům Třebízský)                |
| Mariánské Lázně, Třebízského 106/1 (Standort)                                  | Stadttheater Marienbad                                                        | Stadttheater N. V. Gogol | 18463/4-4047 Info Katalog | weitere Bilder                                         |
| Mariánské Lázně, park nad Chopinovou ulicí (Standort)                          | Kapelle der Schmerzen Mariens – Liebeskapelle (Kaple Bolestné Panny Marie)    | Kapelle der Schmerzen Mariens (Liebeskapelle) | 29254/4-5187 Info Katalog | weitere Bilder                                         |
| Mariánské Lázně, Chopinova 393/6 (Standort)                                    | Haus Svoboda (Lázeňský dům Svoboda)                                           | Haus Svoboda | 29860/4-4239 Info Katalog | Haus Svoboda (Lázeňský dům Svoboda)                    |
| Mariánské Lázně, Chopinova 343/2 (Standort)                                    | Haus Palladio (Lázeňský dům Palladio)                                         | Haus Palladio | 23423/4-4241 Info Katalog | Haus Palladio (Lázeňský dům Palladio)                  |
| Mariánské Lázně, Nehrova 141/1 (Standort)                                      | Haus Gorkij (Lázeňský dům Gorkij)                                             | Haus Gorkij am Mírové náměstí | 46270/4-59 Info Katalog   | Haus Gorkij (Lázeňský dům Gorkij)                      |
| Mariánské Lázně, Mírové náměstí 90/7 (Standort)                                | Evangelische Corpus-Christi-Kirche                                            | Evangelický kostel | 31133/4-4240 Info Katalog | weitere Bilder                                         |
| Mariánské Lázně, Mírové náměstí 84/1 (Standort)                                | Grandhotel Pacific (Lázeňský dům Pacifik)                                     | Grandhotel Pacific (früher „Siegreicher Februar“) – Lázeňský dům Pacifik (Vítězný únor) | 45891/4-4232 Info Katalog | Grandhotel Pacific (Lázeňský dům Pacifik)              |
| Mariánské Lázně, Hlavní třída 70/2 (Standort)                                  | Rehabilitationszentrum                                                        | Hotel – Rehabilitationszentrum | 24288/4-4329 Info Katalog | Rehabilitationszentrum                                 |
| Mariánské Lázně, Hlavní třída 67/8 (Standort)                                  | Hotel Praha                                                                   | Hotel Praha | 44705/4-4233 Info Katalog | Hotel Praha                                            |
| Mariánské Lázně, Hlavní třída 389/14 (Standort)                                | Hotel Balmoral-Osborne (Lázeňský dům Balmoral-Osborne)                        | Hotel Balmoral-Osborne | 22013/4-4234 Info Katalog | weitere Bilder                                         |
| Mariánské Lázně, Hlavní třída 47/28 (Standort)                                 | Haus Chopin (Lázeňský dům Chopin)                                             | Haus Chopin | 24021/4-60 Info Katalog   | Haus Chopin (Lázeňský dům Chopin)                      |
| Mariánské Lázně, Hlavní třída 50/34 (Standort)                                 | Rehabilitationszentrum Polonia                                                | Hotel – Rehabilitationszentrum Polonia | 27146/4-4237 Info Katalog | Rehabilitationszentrum Polonia                         |
| Mariánské Lázně, Hlavní třída 100/40 (Standort)                                | Haus Bohemia (Lázeňský dům Bohemia)                                           | Haus Bohemia (früher Zápotocký) | 35389/4-4117 Info Katalog | weitere Bilder                                         |
| Mariánské Lázně, Dykova 144/1, Hlavní třída (mezi č. o. 66 a 68) (Standort)    | Baťa-Kaufhaus (Obchodní dům Baťa)                                             | Baťa-Kaufhaus, funktionalistisches Eckhaus von 1932, Architekt: Vladimír Karfík. Aufgrund von Schäden in der tragenden Struktur wurde das Haus im November 2015 abgerissen. | 50830/4-5239 Info Katalog | weitere Bilder                                         |
| Mariánské Lázně, Hlavní třída 370/3 (Standort)                                 | Stadtbibliothek                                                               | Stadtbibliothek | 28828/4-4249 Info Katalog | weitere Bilder                                         |
| Mariánské Lázně, Ruská 123/11 (Standort)                                       | Hotel Falkensteiner (Lázeňský dům Ruská 11)                                   | Grandhotel Falkensteiner | 50625/4-5224 Info Katalog | weitere Bilder                                         |
| Mariánské Lázně, Ruská 347/9 (Standort)                                        | Russisch-orthodoxe Kirche St. Wladimir (Pravoslavný kostel svatého Vladimíra) | Russisch-orthodoxe Kirche St. Wladimir Marienbad | 26211/4-54 Info Katalog   | weitere Bilder                                         |
| Mariánské Lázně, Ruská 98/5 (Standort)                                         | Anglikanische Kapelle                                                         | Anglikanische Kapelle | 21626/4-3785 Info Katalog | weitere Bilder                                         |
| Mariánské Lázně, Dusíkova 328/6 (Standort)                                     | Markthalle (Tržnice)                                                          | Markthalle (Sporthalle), im Jahr 2011 zu einem Mehrfamilienhaus umgebaut. | 103339 Info Katalog       | weitere Bilder                                         |
| Mariánské Lázně, Reitenbergerova 53/2 (Standort)                               | Kurhaus Neues Bad (Nové lázně)                                                | Kurhaus Neues Bad – Danubius Health Spa Resort Classic Collection Nové & Centrální Lázně a Konferenční centrum Casino | 28105/4-4284 Info Katalog | weitere Bilder                                         |
| Mariánské Lázně, Reitenbergerova 95/4 (Standort)                               | Gesellschaftshaus Casino                                                      | Gesellschaftshaus Casino – Danubius Health Spa Resort Classic Collection Nové & Centrální Lázně a Konferenční centrum Casino | 14294/4-4230 Info Katalog | weitere Bilder                                         |
| Mariánské Lázně, Goethovo náměstí 1/29 (Standort)                              | Kurhaus Centralbad (Centrální lázně)                                          | Kurhaus Centralbad – Danubius Health Spa Resort Classic Collection Nové & Centrální Lázně a Konferenční centrum Casino | 102064 Info Katalog       | weitere Bilder                                         |
| Mariánské Lázně, Goethovo náměstí 110/31 (Standort)                            | Kirche Mariä Himmelfahrt (Kostel Nanebevzetí Panny Marie)                     | Kirche Mariä Himmelfahrt | 36117/4-53 Info Katalog   | weitere Bilder                                         |
| Mariánské Lázně, Goethovo náměstí 7/21 (Standort)                              | Hotel Hvězda (Lázeňský dům Hvězda)                                            | Hotel Hvězda | 50829/4-5238 Info Katalog | weitere Bilder                                         |
| Mariánské Lázně, Goethovo náměstí 9/15 (Standort)                              | Hotel Weimar (Lázeňský dům Weimar / Hotel Kavkaz)                             | Hotel Weimar, zuvor Hotel Kaukasus, früher Haus „König von England“ | 26002/4-4231 Info Katalog | weitere Bilder                                         |
| Mariánské Lázně, Goethovo náměstí 10/13 (Standort)                             | Haus Zelený kříž (Lázeňský dům Zelený kříž / Split)                           | Haus Zelený kříž (zuvor Haus Split) | 46674/4-56 Info Katalog   | Haus Zelený kříž (Lázeňský dům Zelený kříž / Split)    |
| Mariánské Lázně, Goethovo náměstí 11/11 (Standort)                             | Haus „Zur Goldenen Traube“ (Lázeňský dům Zlatý hrozen)                        | Stadtmuseum, früher Haus „Zur Goldenen Traube“ | 33197/4-55 Info Katalog   | Haus „Zur Goldenen Traube“ (Lázeňský dům Zlatý hrozen) |
| Mariánské Lázně, Masarykova 25/3 (Standort)                                    | Hotel Mercur – Jirásek (Mariánské Lázně)                                      | Haus Jirásek (zuvor Merkur) | 19401/4-4243 Info Katalog | weitere Bilder                                         |
| Mariánské Lázně (Standort)                                                     | Kolonáda Maxima Gorkého                                                       | Kurbad-Kolonnade “Maxim Gorki” (ohne den rückwärtigen Trakt), einschl. des Pavillons der Kreuzquelle, Denkmal für Nehru, Denkmal für Dr. Reitenberger | 29745/4-57 Info Katalog   | weitere Bilder                                         |
| Mariánské Lázně (Standort)                                                     | Kurpark (Lázeňský park)                                                       | Kurpark, dazu gehören: - Skalnik-Park mit Wasserlauf, Teich mit Statue, Säulenarchitektur, Statue des hl. Johannes von Nepomuk, kleine Skulptur einer Ballerina, Büste von Václav Skalník - Areal vor der Kolonnade (mit Siegesdenkmal, Chopin-Denkmal, Denkmal für Karl Heidler) - Goethe-Platz (mit Kirche Mariä Himmelfahrt, Büste J. W. Goethe, Büste Samuel Basch) - Friedensplatz und Ambrosiusquelle mit Holzpavillon | 18762/4-4325 Info Katalog | weitere Bilder                                         |
| Mariánské Lázně, Karlovarská 434/15 (Standort)                                 | Hotel Esplanade                                                               | Hotel Esplanade | 37496/4-4238 Info Katalog | weitere Bilder                                         |
| Mariánské Lázně, Anglická 336/2 (Standort)                                     | Villa Lil (Lázeňský dům Vila Lil)                                             | Die Villa LIL (Look In Land) ist ein prächtiges Gebäude mit einem hohen Aussichtsturm an der Südseite. Die glatte Fassade hat einen kontrastierenden dekorativen Rahmen. Sie liegt an einem steilen Hang oberhalb des Tals des Auschowitzer Bachs. | 27617/4-4247 Info Katalog | weitere Bilder                                         |
| Mariánské Lázně, Anglická 358/4 (Standort)                                     | Haus Sankt Georg                                                              | Stadthaus, Haus der Pioniere, jetzt Haus Sankt Georg | 26395/4-4242 Info Katalog | weitere Bilder                                         |
| Mariánské Lázně, Anglická 472/6 (Standort)                                     | Hotel Antonius (Lázeňský dům Svatý Antoníček)                                 | Hotel Heiliger Antonius | 13998/4-4245 Info Katalog | weitere Bilder                                         |
| Mariánské Lázně, Anglická 281/8 (Standort)                                     | Hotel Bellevue                                                                | Rehabilitationszentrum „di Vittorio“, jetzt Hotel Bellevue | 36206/4-4246 Info Katalog | weitere Bilder                                         |
| Mariánské Lázně, Anglická 137/11 (Standort)                                    | Haus Copelia (Lázeňský dům Copelie)                                           | Haus Copelia | 27368/4-4251 Info Katalog | weitere Bilder                                         |
| Mariánské Lázně, Anglická 270/49 (Standort)                                    | Ferdinandquelle (Ferdinandův pramen)                                          | Kolonnade der Ferdinandquelle | 28397/4-4258 Info Katalog | weitere Bilder                                         |
| Mariánské Lázně, an der Eisenbahnbrücke über den Auschowitzer Bach (Standort)  | Rudolfquelle (Rudolfův pramen)                                                | Pavillon der Rudolfquelle | 22455/4-4250 Info Katalog | weitere Bilder                                         |
| Mariánské Lázně 591 (Standort)                                                 | Juniorhotel Krakonoš                                                          | Hotel Juniorhotel Krakonoš (Rübezahl) | 27142/4-4248 Info Katalog | weitere Bilder                                         |

## Hamrníky (Hammerhäuseln)
| Lage                                                     | Objekt                              | Beschreibung                               | ÚSKP-Nr.                | Bild           |
| -------------------------------------------------------- | ----------------------------------- | ------------------------------------------ | ----------------------- | -------------- |
| Mariánské Lázně–Hamrníky, třída Vítězství 1/2 (Standort) | Schloss Hammerhof (Zámek Hammerhof) | Schloss Hammerhof (mit Wirtschaftsgebäude) | 25863/4-62 Info Katalog | weitere Bilder |

## Chotěnov (Kuttnau)
| Lage                          | Objekt            | Beschreibung        | ÚSKP-Nr.                  | Bild              |
| ----------------------------- | ----------------- | ------------------- | ------------------------- | ----------------- |
| Chotěnov-Skláře 12 (Standort) | Bauernhaus Nr. 12 | Bauerngehöft Nr. 12 | 12434/4-4962 Info Katalog | Bauernhaus Nr. 12 |

## Kladská(Glatzen)
| Lage                                                                | Objekt                  | Beschreibung | ÚSKP-Nr.            | Bild           |
| ------------------------------------------------------------------- | ----------------------- | --- | ------------------- | -------------- |
| Kladská, Prameny, Nová Ves u Sokolova, Krásno nad Teplou (Standort) | Floßgraben Dlouhá stoka | Floßgraben Dlouhá stoka (Wasserkanal) mit den Teichen Rybník Kladský (Glatzener Teich) und Rybník Nový (Neudorfer Teich) | 100490 Info Katalog | weitere Bilder |

## Úšovice(Auschowitz)
| Lage                                                    | Objekt                                  | Beschreibung                          | ÚSKP-Nr.                  | Bild           |
| ------------------------------------------------------- | --------------------------------------- | ------------------------------------- | ------------------------- | -------------- |
| Mariánské Lázně-Úšovice, Pod Panoramou 90/5 (Standort)  | Haus Panorama (Lázeňský dům Panorama)   | Haus Panorama                         | 34211/4-4257 Info Katalog | weitere Bilder |
| Mariánské Lázně-Úšovice, Pod Panoramou 133/4 (Standort) | Haus Miramonte (Lázeňský dům Miramonte) | Haus Miramonte                        | 24216/4-4244 Info Katalog | weitere Bilder |
| Mariánské Lázně-Úšovice, Ke Kostelu 46/9 (Standort)     | Kirche des hl. Antonius mit Pfarrhaus   | Kirche des hl. Antonius mit Pfarrhaus | 102224 Info Katalog       | weitere Bilder |